# Labastide-du-Temple
Labastide-du-Temple is een gemeente in het Franse departement Tarn-et-Garonne (regio Occitanie) en telt 803 inwoners (1999). De plaats maakt deel uit van het arrondissement Castelsarrasin.

## Geografie
De oppervlakte van Labastide-du-Temple bedraagt 10,9 km², de bevolkingsdichtheid is 73,7 inwoners per km².
De onderstaande kaart toont de ligging van Labastide-du-Temple met de belangrijkste infrastructuur en aangrenzende gemeenten.

## Demografie
Onderstaande figuur toont het verloop van het inwonertal (bron: INSEE-tellingen).